# Nathan Rennie
Nathan Rennie (* 13. Mai 1981 in Penrith, New South Wales) ist ein ehemaliger australischer Mountainbiker, der insbesondere in der Downhill- und Freeride-Szene bekannt war.

## Werdegang
Im Alter von 13 Jahren begann Nathan Rennie mit seinen ersten Mountainbike-Wettbewerben. 1997 fuhr er bereits bei Junioren-Weltmeisterschaften mit, bei denen der Australier nach der Bronzemedaille 1998 in der Saison 1999 auch den Titel im Downhill errang. Bereits in seinem ersten Jahr in der Elite stand er 2000 in Vail erstmals auf dem im Weltcup-Podium. Insgesamt erreichte er im Weltcup bis 2008 14 mal das Podium, den einzigen Weltcup-Sieg errang er 2003 in Alpe d’Huez. In diesem Jahr sicherte er sich auch den Gewinn der Weltcup-Gesamtwertung im Downhill.
Bei den Weltmeisterschaften blieb Bronze im Jahr 2006 die einzige Medaille in der Elite. Zudem wurde er 2006 und 2008 Australischer Meister im Downhill.
Neben den zahlreichen Erfolgen in Downhill-Wettbewerben war Rennie auch in vielen bekannten Freeride-Filmen, wie Drift 3, Earthed und Fundamentals, zu sehen. Außerdem schaffte er es mit atemberaubenden Aktionen und einem Weltrekordversuch im Mountainbike-Weitspringen in die Nachrichten.

## Erfolge
1998
- Weltmeisterschaften (Junioren) – Downhill

1999
- Weltmeister (Junioren) – Downhill

2003
- ein Weltcup-Erfolg – Downhill
- Gesamtwertung UCI-MTB-Weltcup – Downhill

2006
- Weltmeisterschaften – Downhill
- Australischer Meister – Downhill

2008
- Australischer Meister – Downhill